# Alfabet hebreu
L'alfabet hebreu, també conegut com a àlef-bet en hebreu a partir del nom de les primeres dues lletres, és un conjunt de 22 lletres usades en l'escriptura del llenguatge hebreu. A banda de per l'idioma hebreu, aquest alfabet també ha estat usat i s'usa, amb algunes adaptacions, per l'escriptura de diferents llengües de la diàspora jueva, com ara el judeoàrab, el judeoespanyol (o sefardita), l'ídix, el judeoprovençal (o shoadit), i fins i tot el català. Alguns dels seus caràcters també s'usen en el domini de les matemàtiques.
Estrictament, l'alefat és un abjad (és a dir un sistema d'escriptura on les vocals no estan representades) com l'àrab. Igual que aquest, l'escriptura es fa de dreta a esquerra, les lletres no tenen una forma majúscula i algunes poques d'elles canvien de forma d'acord amb la seva posició. També com a l'àrab, existeix una forma d'impremta i una de cursiva.
Per la representació dels sons vocals, tret de determinats casos en què una consonant pren un so vocal, es fa servir un sistema de diacrítics anomenat נקוד - niqqud (= puntuació), que fou inventat i incorporat molt més tardanament. Els diacrítics normalment no es fan servir fora dels diccionaris, textos infantils i d'aprenentatge, i en la lectura de la Bíblia. En aquest últim cas, el niqqud es complementa amb un conjunt de marques de tˁeʕamim (= gustos de) cantil·lació, o entonació per la lectura correcta dels textos masorètics (= tradicionals, o traspassats per tradició, referint-se als textos sagrats del Judaisme).
Una dificultat en la lectura de l'hebreu per als no nadius rau en el fet que les lletres representen diferents sons en funció de la seva posició a la paraula, així com en alguns casos en funció de les lletres precedents o següents. També existeix el problema invers, quan, a l'hebreu modern, dues lletres es pronuncien igual (dit homofonia).
Cal tenir en compte que l'hebreu no fou parlat quotidianament durant més de dos mil anys, i fou conservat principalment en lectures religioses i, per tant, alguns sons originals han desaparegut en algunes comunitats jueves d'Europa (on no existien aquells sons) i en el parlar normal de gran part dels israelians. De totes maneres, encara pot sentir-se molta gent (normalment d'origen asiàtic) que segueix emprant els sons originals.

## Caràcters de l'alfabet hebreu
En aquesta taula es mostren les lletres de l'alfabet hebreu, en les seves formes estàndard i final on correspon el nom de la lletra en català i la pronunciació (H.T.: hebreu tiberienc; H.M.: hebreu modern; H.M.I.: hebreu modern israelià). La columna "Derivades" no s'aplica, de fet, a l'hebreu tiberienc. En aquesta columna hi trobem les lletres ת,פ,כ,ד,ג,ב (anomenades begadkefat per mnemotècnia) que poden presentar una realització oclusiva (b, g, d, k, p, t) o fricativa (v, ɣ, ð, x, f, θ) segons llur posició en la paraula o segons determinades formes gramaticals. En regla general, una begadkefat es pronuncia oclusiva a principi de síl·laba si no va precedida de vocal.
Amb la invenció del sistema massorètic per a fixar la pronunciació de l'hebreu apareix el dagueix (דגש), mena de punt volat. Aquest signe, quan és present en una begadkefat, ens indica que aquesta consonant s'ha de pronunciar oclusiva.
| Lletra quadrada | Lletra quadrada | Cursiva | Cursiva | Nom en català | Derivades | AFI   | AFI   | AFI    |   |
|                 | final           |         | final   | Nom en català | Derivades | H.T.  | H.M.  | H.M.I. |   |
| --------------- | --------------- | ------- | ------- | ------------- | --------- | ----- | ----- | ------ | - |
| א               | א               | Àlef    | Àlef    | Àlef          |           | ʔ     | ʔ     | ʔ      |   |
| ב               | ב               | Bet     | Bet     | Bet           |           | v     | v     | v      |   |
| ב               | ב               | Bet     | Bet     | Bet           | בּ         | b     | b     | b      |   |
| ג               | ג               | Guímel  | Guímel  | Guímel        |           | ɣ     | g     | g      |   |
| ג               | ג               | Guímel  | Guímel  | Guímel        | גּ         | g     | g     | g      |   |
| ד               | ד               | Dàlet   | Dàlet   | Dàlet         |           | ð     | d     | d      |   |
| ד               | ד               | Dàlet   | Dàlet   | Dàlet         | דּ         | d     | d     | d      |   |
| ה               | ה               | He      | He      | He            |           | h     | h     | h      |   |
| ו               | ו               | Vau     | Vau     | Vau           |           | v     | v     | v      |   |
| ו               | ו               | Vau     | Vau     | Vau           | וּ         | u / v | u / v | u / v  |   |
| ו               | ו               | Vau     | Vau     | Vau           | וֹ         | o     | o     | ɔ      | ɔ |
| ז               | ז               | Zain    | Zain    | Zain          |           | z     | z     | z      |   |
| ח               | ח               | Het     | Het     | Het           |           | ħ     | ħ     | χ      |   |
| ט               | ט               | Tet     | Tet     | Tet           |           | [tˁ]  | t     | t      |   |
| י               | י               | Iod     | Iod     | Iod           |           | j     | j     | j      |   |
| י               | י               | Iod     | Iod     | Iod           | יִ         | i     | i     | i      |   |
| כ               | ך               | Caf     | Caf     | Caf           |           | x     | x     | χ      |   |
| כ               | ך               | Caf     | Caf     | Caf           | ךּ כּ       | k     | k     | k      |   |
| ל               | ל               | Làmed   | Làmed   | Làmed         |           | l     | l     | l      |   |
| מ               | ם               | Mem     | Mem     | Mem           |           | m     | m     | m      |   |
| נ               | ן               | Nun     | Nun     | Nun           |           | n     | n     | n      |   |
| ס               | ס               | Sàmec   | Sàmec   | Sàmec         |           | s     | s     | s      |   |
| ע               | ע               | Ain     | Ain     | Ain           |           | ʕ     | ʕ     | ʔ      |   |
| פ               | ף               | Pe      | Pe      | Pe            |           | f     | f     | f      |   |
| פ               | ף               | Pe      | Pe      | Pe            | ףּ פּ       | p     | p     | p      |   |
| צ               | ץ               | Tsade   | Tsade   | Tsade         |           | [sˁ]  | t͡s    | t͡s     |   |
| ק               | ק               | Cof     | Cof     | Cof           |           | q     | k     | k      |   |
| ר               | ר               | Reix    | Reix    | Reix          |           | r     | r     | ʁ      |   |
| ש               | ש               | Xin     | Xin     | Xin           |           | ɬ, ʃ  |       |        |   |
| ש               | ש               | Xin     | Xin     | Xin           | שׁ         |       | ʃ     | ʃ      |   |
| ש               | ש               | Xin     | Xin     | Xin           | שׂ         |       | s     | s      |   |
| ת               | ת               | Tau     | Tau     | Tau           |           | θ     | t     | t      |   |
| ת               | ת               | Tau     | Tau     | Tau           | תּ         | t     | t     | t      |   |

## Diacrítics
La vocalització de l'hebreu modern, coneguda com a niqqud en hebreu, obeeix al sistema de vocalització masorètica tiberienca. Aquest sistema és el que es fa servir en els textos sagrats i en hebreu modern.
En la taula que es mostra a continuació, apareixen en fons groc les vocals considerades gramaticalment com a vocals molt breus, en verd les vocals breus, i en blau les vocals llargues. S'hi han emprat les lletres ח i ס per fer de suport a les vocals presentades.
1. Vocals

| Símbol | Nom                    | AFI              | AFI                 |
| Símbol | Nom                    | Hebreu tiberienc | Hebreu israelià     |
| ------ | ---------------------- | ---------------- | ------------------- |
| סְ      | שווא Xevà              | [ə] / muda       | [e] / muda          |
| חֱ      | חטף סגול Hatef segol   | [ɛ]              | [e]                 |
| חֲ      | חטף פתח Hatef pàtah    | [a]              | [a]                 |
| חֳ      | חטף קמץ Hatef qàmets   | [ɔ]              | [o]                 |
| סִ      | חיריק חסר Híreq hasser | [i] / [iː]       | [i]                 |
| סִי     | חיריק מלא Híreq malé   | [iː]             | [i]                 |
| סֵ      | צירי חסר Tseré hasser  | [eː]             | [e]                 |
| סֵי     | צירי מלא Tseré malé    | [eː]             | [e] Més sovint [ej] |
| סֶ      | סגול Segol             | [ɛ] / [ɛː]       | [e]                 |
| סַ      | פתח Pàtah              | [a] / [aː]       | [a]                 |
| סָ      | קמץ גדול Qàmets gadol  | [ɔː]             | [a]                 |
| סָ      | קמץ קטן Qàmets qatan   | [ɔ]              | [o]                 |
| סֺ      | חולם חסר Hólem hasser  | [oː]             | [o]                 |
| סוֹ     | חולם מלא Hólem malé    | [oː]             | [o]                 |
| סֻ      | קובוץ Qibbuts          | [u] / [uː]       | [u]                 |
| סוּ     | שורוק Xúreq            | [uː]             | [u]                 |

1. Altres diacrítics
  - Es posa un punt sobre la lletra ש per a indicar si s'ha de pronunciar [ʃ] o [s].
    - שׁ: [ʃ]
    - שׂ: [s]

  - El dagueix (דגש) permet d'indicar si una begadkefat és oclusiva o fricativa (vegeu taula de consonants).

## Alfabet hebreu adaptat a l'ídix
En aquesta taula es mostren les lletres de l'alfabet hebreu usades en ídix. En fons groc apareixen les variacions de les lletres de base.
| Alfabet ídix |        |           |                         |                                                                                            |
| forma final  | lletra | AFI       | nom                     | Notes                                                                                      |
|              | א      | muda      | שטומער אַלף shtumer alef | Sempre precedeix, a principi de paraula, les vocals ו [u], י [i], ײ [ɛj], ײַ [aj] i ױ [ɔj]. |
|              | אַ      | [a]       | פּתח אַלף pasekh alef     |                                                                                            |
|              | אָ      | [ɔ]       | קמץ אַלף komets alef     |                                                                                            |
|              | ב      | [b]       | בית beys                |                                                                                            |
|              | בֿ      | [v]       | בֿית veys                | Es fa servir només en paraules hebrees                                                     |
|              | ג      | [g]       | גימל giml               |                                                                                            |
|              | ד      | [d]       | דלת daled               |                                                                                            |
|              | ה      | [h]       | הײ Hey                  |                                                                                            |
|              | ו      | [u]       | װ vov                   |                                                                                            |
|              | וּ      | [u]       | מלופּם װ melupm vov      | S'usa només al costat del dígraf װ per a distingir װוּ /vu/ i וּװ /uv/                       |
|              | ז      | [z]       | זיין zayen              |                                                                                            |
|              | ח      | [x]       | חית khes                | Es fa servir només en paraules hebrees                                                     |
|              | ט      | [t]       | טית tes                 |                                                                                            |
|              | י      | [i] / [j] | יוד yud                 | [j] quan és la primera lletra d'una síl·laba [i] en els altres casos.                      |
|              | יִ      | [i]       | חיריק יוד khirik yud    | S'usa després de י [j] o al costat d'una vocal per a indicar que no forma diftong          |
| ך            | כ      | [x]       | כף khof                 |                                                                                            |
| mai          | כּ      | [k]       | כָּף kof                  | Només es fa servir en paraules hebrees                                                     |
|              | ל      | [l]       | למד lamed               |                                                                                            |
| ם            | מ      | [m]       | מם mem                  |                                                                                            |
| ן            | נ      | [n]       | נון nun                 |                                                                                            |
|              | ס      | [s]       | סמך samekh              |                                                                                            |
|              | ע      | [ɛ] / [ə] | עין ayin                |                                                                                            |
| פּ            | פּ      | [p]       | פּה pey                  |                                                                                            |
| ף            | פֿ      | [f]       | פֿה fey                  |                                                                                            |
| ץ            | צ      | [ts]      | צדיק tsadek             |                                                                                            |
|              | ק      | [k]       | קוף kuf                 |                                                                                            |
|              | ר      | [ʀ]       | ריש reysh               |                                                                                            |
|              | ש      | [ʃ]       | שין shin                |                                                                                            |
|              | שׂ      | [s]       | שׂין sin                 | Només es fa servir en paraules hebrees                                                     |
|              | ת      | [s]       | תיו sof                 | Només es fa servir en paraules hebrees                                                     |
|              | תּ      | [t]       | תּיו tof                 | Només es fa servir en paraules hebrees                                                     |

| Dígrafs / Trígrafs |      |                                |
| lletra             | AFI  | nom                            |
| דזש                | [dʒ] | דלת זיין שין daled zayen shin  |
| װ                  | [v]  | צװײ װאָװן tsvey vovn            |
| ױ                  | [ɔj] | װ יוד vov yud                  |
| זש                 | [ʒ]  | זיין שין zayen shin            |
| טש                 | [ʧ]  | טית שין tes shin               |
| ײ                  | [ɛj] | צװײ יודן tsvey yudn            |
| ײַ                  | [aj] | פּתח צװײ יודן pasekh tsvey yudn |

## Valor numèric dels caràcters hebreus
Cada lletra de l'alefat té un valor numèric associat (similar a l'alfabet grec), cosa que va donar lloc a tota una disciplina mística dedicada a l'estudi del valor numèric dels mots, anomenada Guematria. Així es dona, per exemple, que el nom Avraham representa 248 (1+2+200+5+40).
En temps moderns, però, l'hebreu fa servir les xifres europees.
Per determinar el valor numèric d'un grup de lletres, simplement se sumen els seus valors individuals.
Quan un nombre consta de només una lletra, es fica un "guéreix" (en hebreu גרש, mena d'accent agut) després de la lletra. Per exemple, ט׳ correspon al nombre 9. Si el nombre consta de més d'una lletra, es fica un "guerxàïm" (doble guéreix) entre la penúltima i l'última lletra. Per exemple, ל״ב correspon al nombre 32 (30+2) i קפ״ח al nombre 188 (100+80+8). L'ús del guéreix i del guerxàïm indica que es tracta d'un nombre i no d'una paraula.
Per a escriure un nombre, posem primer (de dreta a esquerra) els valors més grans. És convenció fer servir la menor quantitat de lletres possible. Per als nombres superiors a 799, s'usen dues taus ת que equivalen així a 800. Tot i això, en la tradició cabalística s'usen les formes finals de les lletres khet ך, mem ם, nun ן, pe ף i tsade ץ per a transcriure els nombres 500, 600, 700, 800 i 900 respectivament.
Per als milers existeixen dos sistemes. El més freqüent, el que serveix per exemple per a escriure dates, consisteix a separar la lletra que representa el miler de la resta amb un guéreix. Per exemple, l'any 5769 del calendari hebreu s'escriu ה׳תשס״ט, o sigui 5×1000+400+300+60+9. L'altre sistema, molt menys freqüent, consisteix a ficar dos punts damunt d'una lletra (com una dièresi) per indicar que es tracta d'un miler.
Les excepcions més habituals a aquest sistema són les combinacions de lletres que resultarien en una abreviació del tetragrama, o sia el 15 i el 16, que s'escriuen ט״ו i ט״ז respectivament (9+6 i 9+7, en comptes de 10+5 i 10+6). També s'eviten les combinacions que es podrien llegir com a paraules negativament connotades canviant l'ordre de les lletres. Per exemple, תשמ״ד forma la paraula תשמד, que significa "destruiràs" o "destruirà", aquesta lectura s'evita canviant l'ordre de les dues últimes lletres: תשד״מ.
La taula a continuació mostra el valor numèric associat a cada caràcter.

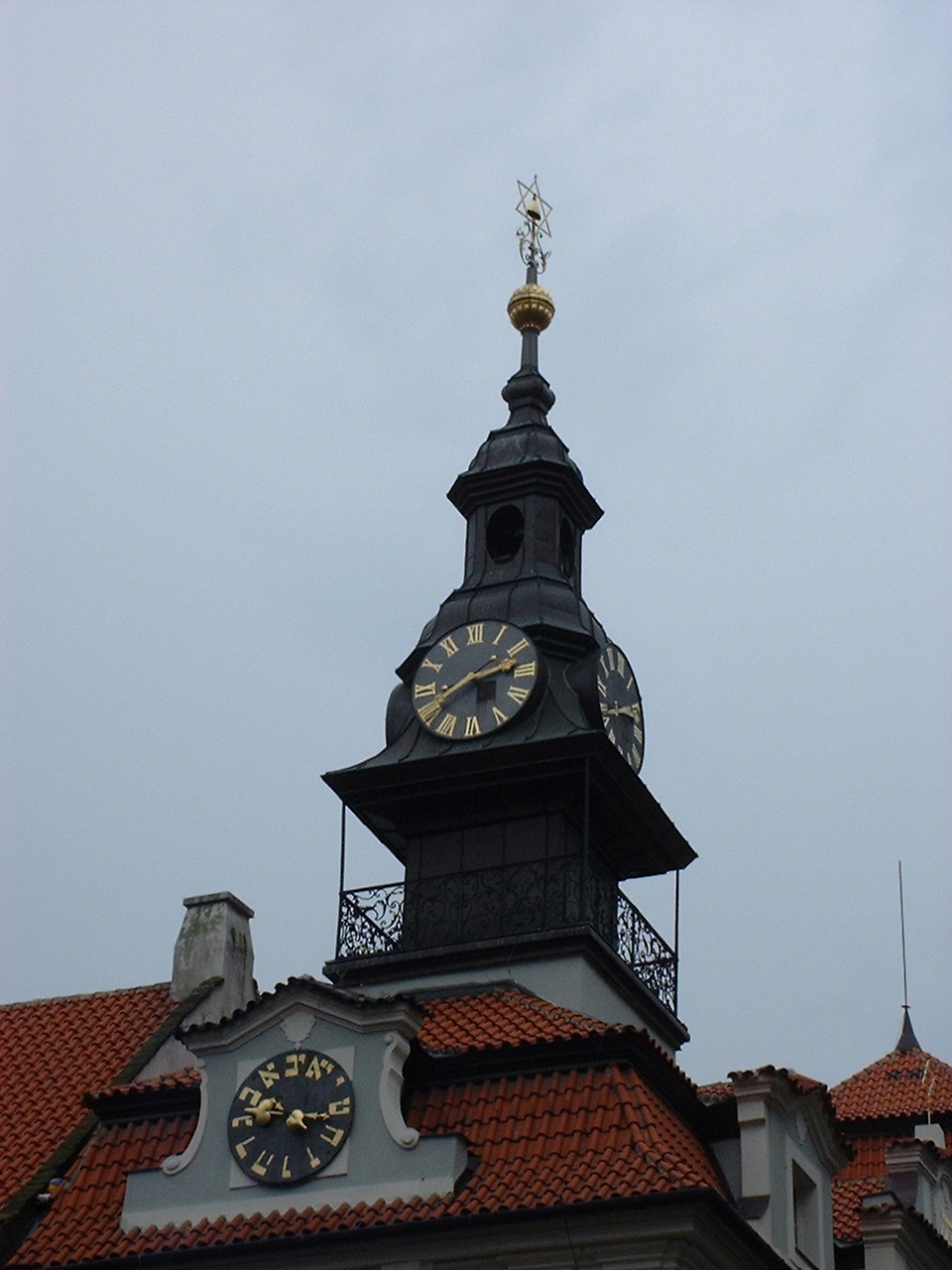
Campanar a Praga, el rellotge de baix està en xifres hebrees.

| Lletra   | Valor numèric |
| -------- | ------------- |
| א        | 1             |
| ב        | 2             |
| ג        | 3             |
| ד        | 4             |
| ה        | 5             |
| ו        | 6             |
| ז        | 7             |
| ח        | 8             |
| ט        | 9             |
| י        | 10            |
| כ        | 20            |
| ל        | 30            |
| מ        | 40            |
| נ        | 50            |
| ס        | 60            |
| ע        | 70            |
| פ        | 80            |
| צ        | 90            |
| ק        | 100           |
| ר        | 200           |
| ש        | 300           |
| ת        | 400           |
| ת״ק o ך  | 500           |
| ת״ר o ם  | 600           |
| ת״ש o ן  | 700           |
| ת״ת o ף  | 800           |
| תת״ק o ץ | 900           |